# Extreme Rules (2017)
Extreme Rules (2017) là một sự kiện đấu vật chuyên nghiệp được tổ chức bởi WWE cho Raw. Nó diễn ra vào ngày 4/6/2017, tại Royal Farms Arena ở Baltimore, Maryland. Nó là sự kiện Extreme Rules thứ 9.